# Gmina Newell (Iowa)

Położenie Gminy Newell w hrabstwie Buena Vista

Gmina Newell (ang. Newell Township) – gmina w USA, w stanie Iowa, w hrabstwie Buena Vista. Według danych z 2000 roku gmina miała 1183 mieszkańców.